# Tiantongyuanbei
Tiantongyuanbei (in cinese: 天通苑北站S, Tiāntōngyuànběi zhànP), indicata sulla segnaletica ufficiale anche con la dicitura Tiantongyuan Bei (N), letteralmente in italiano Tiantongyuan Nord, è una stazione, nonché capolinea settentrionale, della linea 5 della metropolitana di Pechino.
La stazione è stata inaugurata contestualmente all'apertura dell'intera linea 5, il 7 ottobre 2007.

## Posizione
La stazione di Tiantongyuanbei si trova 400 metri a nord di Taipingzhuang North Street, al confine settentrionale del quartiere Tiantongyuan, e a 500 metri dall'incrocio con Dongsanqi Road, situato più a nord. La stazione si trova all’estremo nord della linea 5, della quale ne rappresente il capolinea settentrionale. È situata nel distretto di Changping, all'interno del grande complesso residenziale di Tiantongyuan, una delle più vaste aree abitative della città, con una popolazione di oltre 700 000 abitanti. La stazione è situata circa 20 km a nord di Piazza Tienanmen. La zona circostante è prevalentemente residenziale, con centri commerciali, scuole e parchi. Sebbene non vi siano grandi attrazioni turistiche immediate, Tiantongyuanbei è un importante punto di accesso per i residenti della periferia nord e rappresenta una delle stazioni più frequentate nelle ore di punta.

## Struttura e impianti

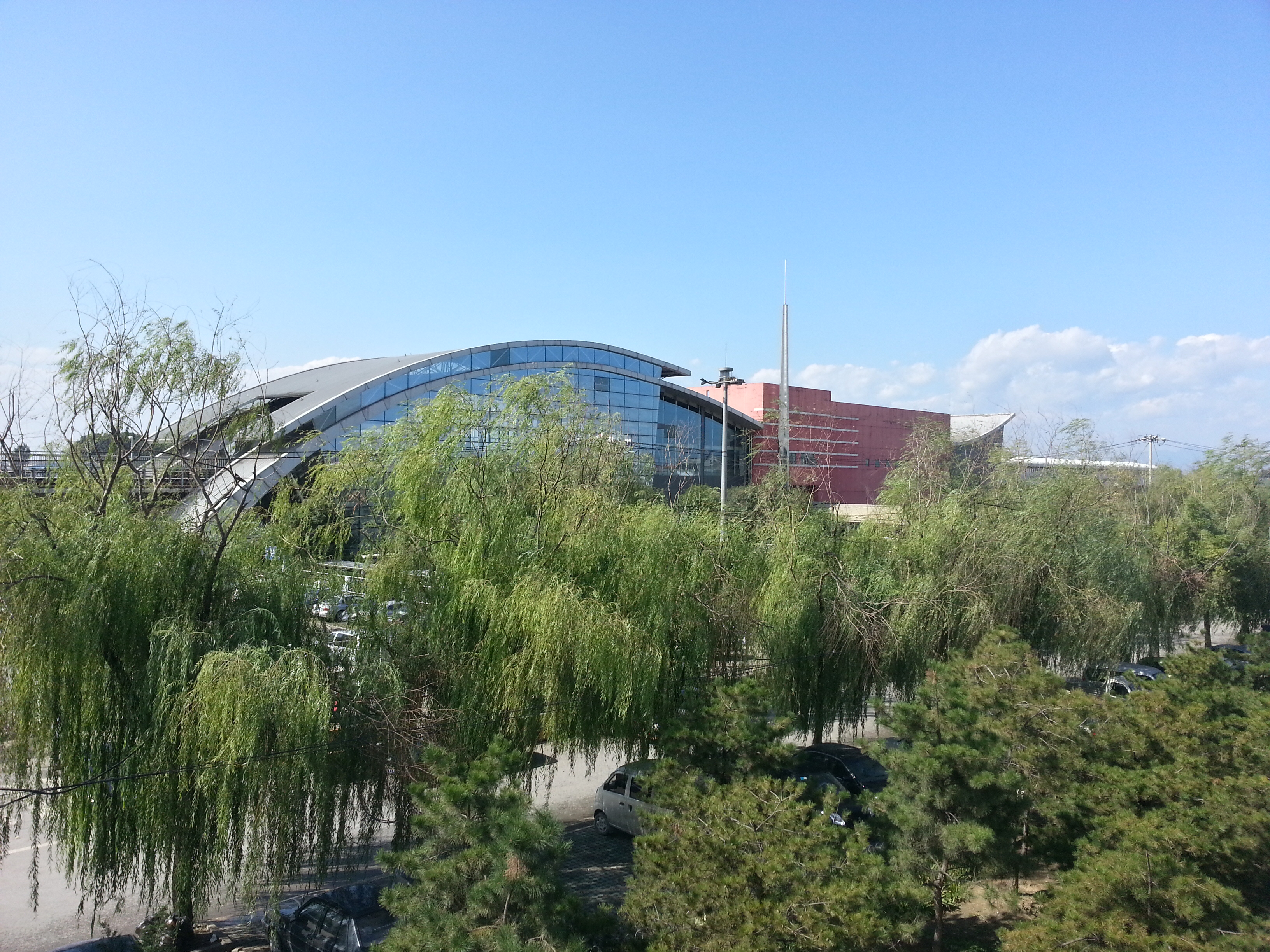
La struttura della stazione di Tiantongyuanbei.

La stazione di Tiantongyuanbei è una stazione sopraelevata su due livelli: il piano inferiore ospita l’atrio con i tornelli e le biglietterie, mentre il piano superiore è dedicato alle banchine laterali per la salita e la discesa dei passeggeri. I colori dominanti della stazione sono il blu e il rosso.
La stazione di Tiantongyuanbei adotta una struttura sopraelevata: si acquista il biglietto al piano terra e si accede ai treni salendo al livello superiore. Grazie all'inaugurazione della stazione è stato possibile inaugurato un importante asse di collegamento nord-sud per Pechino, beneficiando soprattutto i residenti dei complessi residenziali vicini, come Tiantongyuan Nord e Ovest.
Tiantongyuanbei è anche pioniera nell’adozione di un modello di parcheggio innovativo che combina spazi per auto e biciclette. All’esterno della stazione è presente un ampio parcheggio con oltre 200 posti auto e numerosi posti per biciclette, rendendo la stazione un nodo di scambio strategico per chi arriva dalla periferia nord della città.
La stazione è dotata di quattro accessi, A, B, Nord e Sud. L'ingresso B è accessibile ai portatori di disabilità motoria.

## Servizi
La stazione dispone di:
- Accessibilità per portatori di handicap (solo ingresso B)
- Ascensori
- Scale mobili
- Emettitrice automatica biglietti
- Servizi igienici
- Sportello automatico
- Stazione video sorvegliata
- Ufficio polizia

### Orari
Dalla stazione di Tiantongyuanbei sono attivi, tutti i giorni, i treni per il capolinea di Songjiazhuang dalle 4:59 alle 22:47.

## Interscambi
- Fermata autobus